# Elmar Schwertheim
Elmar Schwertheim (* 9. Juli 1943 in Münster; † 5. November 2022) war ein deutscher Althistoriker und Epigraphiker.

## Leben
1965 begann Elmar Schwertheim mit dem Studium der Geschichte, Germanistik und Klassischen Archäologie an der Westfälischen Wilhelms-Universität Münster. 1973 erfolgte die Promotion bei Friedrich Karl Dörner mit einer Arbeit über Denkmäler orientalischer Gottheiten im römischen Deutschland, 1982 habilitierte er sich mit einer Untersuchung über Inschriften von Kyzikos und Umgebung. Von 1988 bis zu seiner Pensionierung 2008 war Schwertheim Leiter der Forschungsstelle Asia Minor an der Universität Münster, die mit einer althistorischen Professur verbunden ist und seit 1990 die Reihe Asia Minor Studien herausgibt. 1995 begann Schwertheim mit Forschungen, Surveys und Ausgrabungen in Alexandria Troas. Von 1999 bis 2004 war er Dekan des Fachbereichs Geschichte/Philosophie der Universität Münster.
Forschungsschwerpunkte Schwertheims waren die antike Epigraphik, die Kultur und Geschichte des antiken Kleinasiens sowie die orientalischen Kulte im Römischen Reich.

## Schriften (Auswahl)
- Kleinasien in der Antike. Von den Hethitern bis Konstantin (= Beck’sche Reihe 2348 C. H. Beck-Wissen). C. H. Beck, München 2005, ISBN 3-406-50848-0.
- als Herausgeber: Die Inschriften von Hadrianoi und Hadrianeia (= Inschriften griechischer Städte aus Kleinasien. Bd. 33). Habelt, Bonn 1987, ISBN 3-7749-2272-1.
- mit Monika Hörig: Corpus Cultus Iovis Dolicheni. CCID (= Études préliminaires aux religions orientales dans l’empire romain. Bd. 106). Brill, Leiden u. a. 1987, ISBN 90-04-07665-4.
- als Herausgeber: Die Inschriften von Kyzikos und Umgebung. 2 Bände. Habelt, Bonn 1980–1983;
  - Band 1: Grabtexte (= Inschriften griechischer Städte aus Kleinasien. Bd. 18). 1980, ISBN 3-7749-1637-3;
  - Band 2: Miletupolis, Inschriften und Denkmäler (= Inschriften griechischer Städte aus Kleinasien. Bd. 26). 1983, ISBN 3-7749-2034-6.
- Mithras. Seine Denkmäler und sein Kult (= Antike Welt. Sonderheft 10). Raggi-Verlag, Feldmeilen 1979.
- Die Denkmäler orientalischer Gottheiten im römischen Deutschland. Mit Ausnahme der ägyptischen Gottheiten (= Études préliminaires aux religions orientales dans l’empire romain. Bd. 40, ISSN 0531-1950). Brill, Leiden 1974 (Zugleich: Münster, Universität, Dissertation, 1972/73).